# 1598년
1598년은 목요일로 시작하는 평년이다.

## 연호
- 명(明) 만력(萬曆) 26년
- 일본(日本) 게이초(慶長) 3년
- 후 레 왕조(後黎朝) 꽝흥(光興) 21년
- 막 왕조(莫朝) 끼엔통(乾統) 6년

## 기년
- 류큐(琉球) 쇼네이왕(尚寧王) 10년
- 명(明) 신종 만력제(神宗 萬曆帝) 26년
- 조선(朝鮮) 선조(宣祖) 31년
- 후 레 왕조(後黎朝) 세종(世宗) 26년

## 사건
- 4월 13일 - 앙리 4세, 낭트 칙령 발표.
- 8월 18일 -  조선에 주둔하던 왜군 전군 철수.
- 11월 19일 - 노량해전. 이순신 사망.
- 11월 19일 - 선조, 류성룡 파직.

## 탄생
- 12월 31일 - 조선 광해군의 폐세자 이지.

## 사망
- 4월 19일 - 일본 센고쿠시대 무장 겸 다이묘 롯카쿠 요시카타
- 6월 6일 - 조선의 성리학자 겸 정치인 성혼
- 7월 6일 - 조선의 무관 권율
- 9월 13일 - 스페인 합스부르크왕조 국왕 펠리페 2세

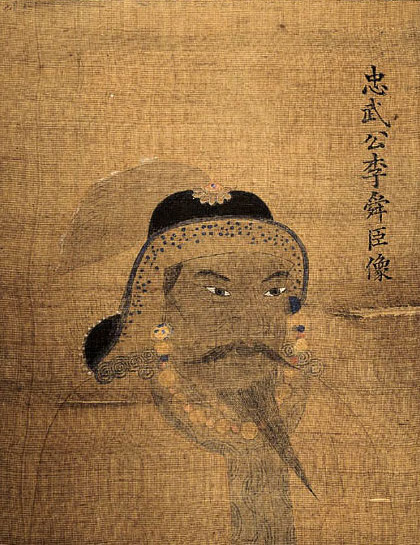

- 9월 18일 - 일본 센고쿠시대 태합(太閤) 도요토미 히데요시(豊信秀吉) - (음력 8월 18일)
- 12월 16일 - 조선 무관 이순신(李舜臣) - (음력 11월 19일)(1545~)
- 12월 21일 - 조선 문신 김응남(金應南) - (음력 11월 24일)

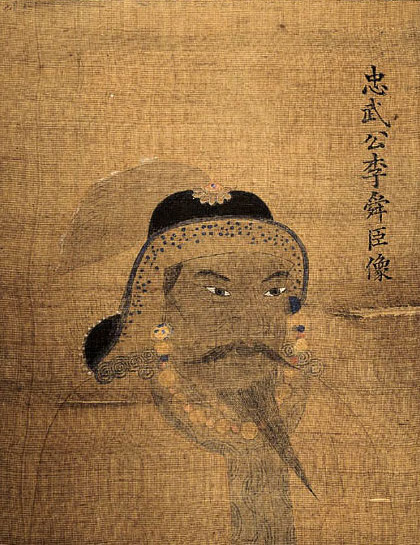
이순신 1545~1598

- 조선 무신 황진 (1550)